# Jeikol Peterkin
Jeikol James Peterkin Maxwell (Limón, 12 de agosto de 1991)  es un futbolista costarricense, juega como defensa y actualmente se encuentra sin equipo.

## Clubes
| Club                | País       | Año               |
| ------------------- | ---------- | ----------------- |
| Uruguay de Coronado | Costa Rica | 2012 - Actualidad |